# Parc provincial Walloper Lake
Le parc provincial Walloper Lake (anglais : Walloper Lake Provincial Park) est un parc provincial de la Colombie-Britannique située dans le district régional de Thompson-Nicola, à 11 km qau sud de Kamloops sur l'autoroute Coquihalla. Il protège les rives du lac Walloper, qui est entourée de forêts de pins tordus. Il est possible d'y pique-niquer et d'y pêcher.